# Daniella Karagach
Daniella Brittany Karagach Pashkov (Brooklyn, Nueva York, 26 de diciembre de 1992) es una bailarina de salón y coreógrafa estadounidense,  más conocida por ser una de las bailarinas profesionales en el programa de baile Dancing with the Stars de ABC. Ha competido en varios concursos de bailes de salón a lo largo de su carrera.

## Carrera

### Carrera temprana
A inicios de su carrera, Karagach junto con su compañero de baile Leonid Juashkovsky lograron ser tres veces campeones latinos juveniles de Estados Unidos y fueron los campeones juveniles del II Ten Dance de 2007. En el extranjero, llegaron a las finales del Celtic Classic, el Abierto de Moscú y el Abierto de Barcelona. Karagach y Juashkovsky fueron los representantes de Estados Unidos en los Campeonatos del Mundo en Letonia, Rusia y Barcelona. Aparecieron en las temporadas 2 y 3 de America's Ballroom Challenge en PBS.
Karagach comenzó su emparejamiento de baile con Pasha Pashkov en enero de 2009. Juntos, lograron ser siete veces campeones estadounidenses de Ten Dance y campeones de bailes latinos. Ambos fueron seleccionados para representar a Estados Unidos en los Juegos Mundiales de 2009 en Taiwán. Llegaron a la semifinal del campeonato mundial que se disputó en España. Representaron a los Estados Unidos en el Campeonato Mundial de Danza en Austria, el Campeonato Mundial Bailes de Salón en Alemania en noviembre de 2010 y la Copa del Mundo en Corea del Sur.
En 2011, ella y Pashkov representaron a los Estados Unidos en la Copa Mundial de Danza 10 en Szombathely, Hungría; el Campeonato Mundial Latino en Singapur; el Campeonato Mundial de Salón en Moscú, Rusia; así como el Ten Campeonato Mundial de Danza 10 en Shanghai, China. En octubre de 2011, ganaron el Campeonato Abierto del Reino Unido de Danza 10, que tuvo lugar en Londres. En 2012, se convirtieron en los campeones nacionales de bailes latinos de Estados Unidos, además de llegar a la semifinal del Festival de Danza de Blackpool. Aparecieron en las giras Dancing Pros (2014) y Dance Legends (2015). En 2017, después de convertirse en profesionales en la división Latin Dancesport, Karagach y Pashkov ganaron el campeonato de Blackpool, Rising Star Professional, así como el Campeonato Británico Abierto, Rising Star Professional. En 2018, Karagach y Pashkov ganaron el Campeonato Latinoamericano de Showdance de Estados Unidos. Más tarde ese mismo año, ambos participaron en la segunda temporada de World of Dance de NBC.

### Dancing with the Stars
Desde 2019, Karagach y su esposo Pasha Pashkov ingresaron como los nuevos bailarines profesionales de Dancing with the Stars en la temporada 28, aunque ella no fue emparejada a ninguna celebridad en esa temporada, sirviendo como bailarina destacada junto a Keo Motsepe. Al año siguiente, formó pareja por primera vez con una celebridad en la temporada 29, bailando junto al rapero y cantante Nelly, con quien logró llegar a la final de la competencia y quedar en el tercer puesto. Para la temporada 30 fue emparejada con el baloncestista de la NBA, Iman Shumpert; la pareja logró llegar hasta la final de la competencia y coronarse como los ganadores, marcando la primera victoria de Karagach. En la temporada 31 tuvo como pareja al culturista profesional y actor Joseph Baena, siendo eliminados en la quinta semana y finalizando en el undécimo puesto.
| Temporada                                        | Pareja        | Puesto | Promedio |
| ------------------------------------------------ | ------------- | ------ | -------- |
| 29                                               | Nelly         | 3.º    | 23.54    |
| 30                                               | Iman Shumpert | 1.º    | 24.46*   |
| 31                                               | Joseph Baena  | 11.º   | 21.25*   |
| 32                                               | Jason Mraz    | 2.º    | 26.57    |
| 33                                               | Dwight Howard | 6.º    | 22.90    |
| * Promedios ajustados a una escala de 30 puntos. |               |        |          |

- Temporada 29 con Nelly

| Semana         | Baile / Canción                        | Puntajes de los jueces | Puntajes de los jueces | Puntajes de los jueces | Resultado       |
| Semana         | Baile / Canción                        | C. I.                  | D. H.                  | B. T.                  | Resultado       |
| -------------- | -------------------------------------- | ---------------------- | ---------------------- | ---------------------- | --------------- |
| 1              | Salsa / «Ride with Me»                 | 5                      | 5                      | 6                      | Sin eliminación |
| 2              | Chachachá / «Let's Groove»             | 6                      | 6                      | 6                      | Salvados        |
| 3              | Foxtrot / «It's All Right»             | 6                      | 6                      | 6                      | Salvados        |
| 4              | Pasodoble / «All I Do Is Win»          | 7                      | 7                      | 7                      | Salvados        |
| 5              | Samba / «Rhythm of the Night»          | 8                      | 8                      | 8                      | Salvados        |
| 6              | Vals vienés / «Humble and Kind»        | 8                      | 8                      | 8                      | Salvados        |
| 7              | Tango argentino / «Can't Feel My Face» | 9                      | 9                      | 9                      | Salvados        |
| 8              | Rumba / «Nobody Knows»                 | 7                      | 7                      | 7                      | Salvados        |
| 8              | Relevo de Chachachá / «Rain on Me»     | 2 puntos extras        | 2 puntos extras        | 2 puntos extras        | Salvados        |
| 9              | Jazz / «California Love»               | 8                      | 8                      | 8                      | Salvados        |
| 9              | Duelo de Salsa / «The Cup of Life»     | Sin puntos extras      | Sin puntos extras      | Sin puntos extras      | Salvados        |
| 10 (Semifinal) | Pasodoble / «Run Boy Run»              | 9                      | 8                      | 9                      | Salvados        |
| 10 (Semifinal) | Jive / «Jump, Jive an' Wail»           | 10                     | 10                     | 10                     | Salvados        |
| 11 (Final)     | Samba / «Rhythm of the Night»          | 9                      | 9                      | 9                      | Tercer puesto   |
| 11 (Final)     | Freestyle / «Savage» & «Hypnotize»     | 10                     | 10                     | 10                     | Tercer puesto   |

- Temporada 30 con Iman Shumpert

| Semana                                                                     | Baile / Canción                                   | Puntajes de los jueces | Puntajes de los jueces | Puntajes de los jueces | Puntajes de los jueces | Resultado       |
| Semana                                                                     | Baile / Canción                                   | C. I.                  | L. G.                  | D. H.                  | B. T.                  | Resultado       |
| -------------------------------------------------------------------------- | ------------------------------------------------- | ---------------------- | ---------------------- | ---------------------- | ---------------------- | --------------- |
| 1                                                                          | Jive / «Hey Ya!»                                  | 7                      | 4                      | 5                      | 5                      | Sin eliminación |
| 2                                                                          | Rumba / «U Know What's Up»                        | 7                      | 6                      | 6                      | 6                      | Salvados        |
| 3                                                                          | Tango / «Piece of Me»                             | 7                      | 6                      | —                      | 6                      | Salvados        |
| 4                                                                          | Foxtrot / «Let It Go»                             | 8                      | 6                      | 8                      | 8                      | Salvados        |
| 4                                                                          | Tango argentino / «Arabian Nights»                | 9                      | 7                      | 9                      | 8                      | Salvados        |
| 5                                                                          | Vals vienés / «Hopelessly Devoted to You»         | 7                      | 7                      | 7                      | 7                      | Salvados        |
| 6                                                                          | Contemporáneo / «I Got 5 on It (Tethered Mix)»    | 10                     | 10                     | 10                     | 10                     | Salvados        |
| 7                                                                          | Pasodoble / «Another One Bites the Dust»          | 9                      | 7                      | 8                      | 8                      | Salvados        |
| 7                                                                          | Relevo de Jive / «Crazy Little Thing Called Love» | 2 puntos extras        | 2 puntos extras        | 2 puntos extras        | 2 puntos extras        | Salvados        |
| 8                                                                          | Chachachá / «Rhythm Nation»                       | 9                      | 8                      | 9                      | 9                      | Salvados        |
| 8                                                                          | Duelo de Foxtrot / «Again»                        | Sin puntos extras      | Sin puntos extras      | Sin puntos extras      | Sin puntos extras      | Salvados        |
| 9 (Semifinal)                                                              | Tango / «Telephone»                               | 9                      | 9                      | 10                     | 9                      | Salvados        |
| 9 (Semifinal)                                                              | Jazz / «Dark Fantasy»                             | 10                     | 9                      | 10                     | 9                      | Salvados        |
| 10 (Final)                                                                 | Fusión de Chachachá & Foxtrot / «September»       | 10                     | 10                     | 101                    | 10                     | Ganadores       |
| 10 (Final)                                                                 | Freestyle / «Lose Control» & «Bounce»             | 10                     | 10                     | 101                    | 10                     | Ganadores       |
| 1Puntaje dado por la juez invitada Julianne Hough en lugar de Derek Hough. |                                                   |                        |                        |                        |                        |                 |

- Temporada 31 con Joseph Baena

| Semana                                                                      | Baile / Canción                                                     | Puntajes de los jueces | Puntajes de los jueces | Puntajes de los jueces | Puntajes de los jueces | Resultado  |
| Semana                                                                      | Baile / Canción                                                     | C. I.                  | L. G.                  | D. H.                  | B. T.                  | Resultado  |
| --------------------------------------------------------------------------- | ------------------------------------------------------------------- | ---------------------- | ---------------------- | ---------------------- | ---------------------- | ---------- |
| 1                                                                           | Jive / «Pump It»                                                    | 6                      | 5                      | 6                      | 6                      | Salvados   |
| 21                                                                          | Vals vienés / «If I Can Dream»                                      | 6                      | 6                      | 6                      | 6                      | Salvados   |
| 31                                                                          | Tango argentino / «Writing's on the Wall»                           | 8                      | 7                      | 7                      | 7                      | Salvados   |
| 4                                                                           | Charlestón / «A Star Is Born»                                       | 7                      | 7                      | 7                      | 7                      | Salvados   |
| 5                                                                           | Rumba / «My Way»                                                    | 9                      | 8                      | 9                      | 8                      | Salvados   |
| 5                                                                           | Chachachá / «Shut Up and Dance»                                     | 8                      | 8                      | 8                      | 8                      | Eliminados |
| 5                                                                           | Maratón de Hustle & Lindy hop / «Hot Stuff» & «Jump, Jive an' Wail» | 4 puntos extras        | 4 puntos extras        | 4 puntos extras        | 4 puntos extras        | Eliminados |
| 1Debido a que Karagach dio positivo por COVID-19, Alexis Warr la reemplazó. |                                                                     |                        |                        |                        |                        |            |

## Vida personal
Karagach comenzó a salir con su pareja de baile, Pasha Pashkov, alrededor de 2010. Se casaron el 18 de julio de 2014. En noviembre de 2022 anunciaron que estaban esperando su primer hijo. Su hija Nikita nació el 30 de mayo de 2023. En 2020, anunciaron su plan para lanzar WeddingDance.School, una plataforma dirigida a parejas comprometidas que buscan aprender varios bailes antes de su boda.